# Cadastral Markup Language
Il Cadastral Markup Language è un formato di dati definito dalla Agenzia del Territorio (ora Agenzia delle entrate) per lo scambio di dati cartografici. Il CML è realizzato con due tipi di file, il CMF e il CMB. Entrambi sono basati sul linguaggio XML. Difatti l'Agenzia delle entrate fornisce anche i DTD per la validazione.